# Albert Salvadó
Albert Salvadó i Miras (1. února 1951 Andorra la Vella – 3. prosince 2020) byl andorrský spisovatel.
Je autorem knih pro děti, esejů a románů, povětšinou s historickou tematikou. Jeho historický román Obre els ulls i desperta (2011) se odehrává v Praze 17. století. Napsal též trilogii věnovanou Jakubu I. Aragonskému (El punyal del sarraí, La reina hongaresa, Parleu o mateu-me). Píše v katalánštině a španělštině.